# Nebovidy (tvrz)
Tvrz, označovaná jako dolní, se nachází v centru obce Nebovidy v okrese Kolín ve Středočeském kraji, přibližně 2 km jižně od okresního města. Gotická tvrz, která byla jedním ze dvou místních sídel pánů z Nebovid, je zapsaná od roku 2001 v Ústředním seznamu kulturních památek České republiky.

## Historie
Jako datum první písemné zmínky o existenci Nebovid v souvislosti se jménem Kunaty z Nebovid se uvádí rok 1268, ovšem historik August Sedláček ve svých dílech Místopisný slovník království českého a Hrady, zámky a tvrze království Českého zmiňuje již rok 1235.

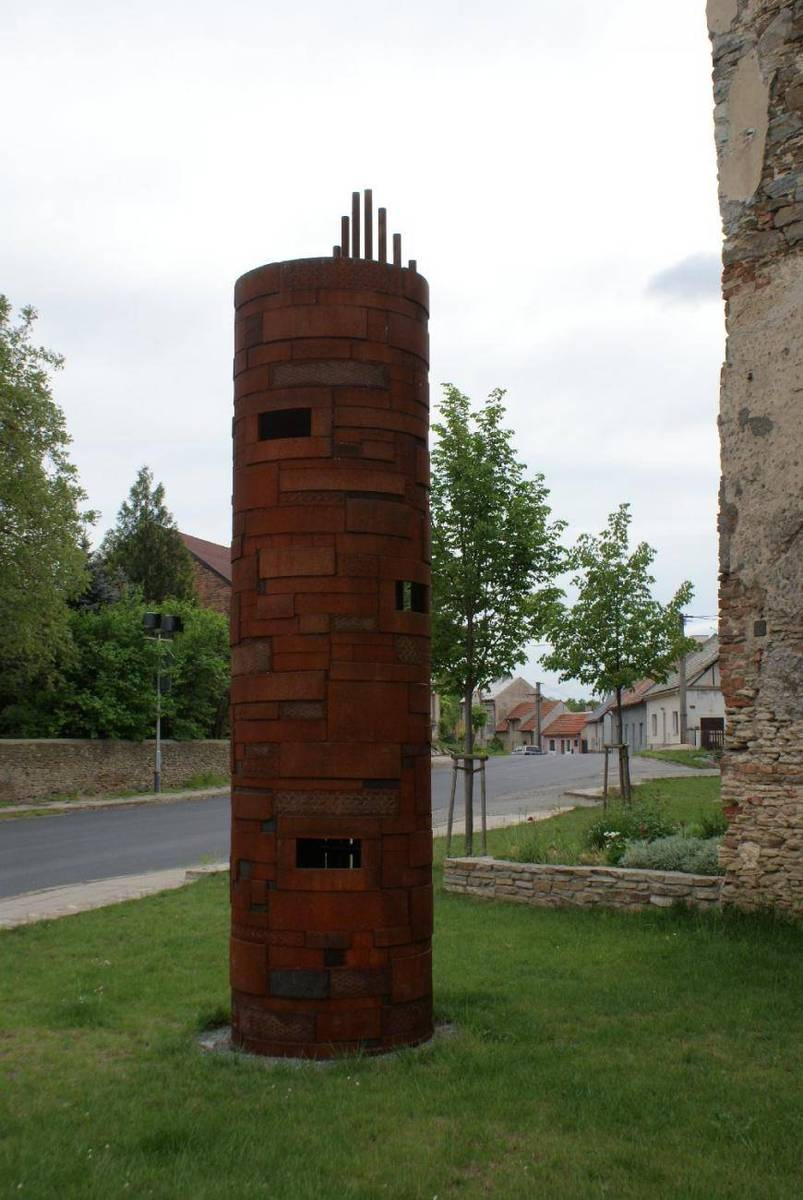
Moderní plastika u východního křídla nebovidské tvrze

Nejstarší historie obce je spojena s rodem pánů z Nebovid, kteří měli ve svém znaku šikmé stříbrné břevno v červeném poli. Tyto prvky byly převzaty jako základ při vytvoření novodobé vlajky a znaku Nebovid z roku 2005.
Ve 14. století byly Nebovidy rozděleny na dvě části a v každé z těchto částí vznikla tvrz. Zmínka o tzv. horní tvrzi, které se říkalo „okrouhlá“, se objevuje v následujícím století v roce 1439, kdy toto sídlo patřilo Baltazarovi z Nebovid a jeho bratru Kašparovi. V roce 1473 převzal „okrouhlou“ tvrz Baltazarův syn Jindřich, který již předtím získal druhou část Nebovid s dolní tvrzí. Jindřich pak obratem prodal celé Nebovidy Janu Plzákovi z Nebřezin. O čtyři roky později, kdy tzv. horní tvrz byla  již opuštěná, získal Nebovidy kutnohorský měšťan Mikuláš Rezek z Veselé. Neobývaná horní tvrz byla poté přeměna na faru, protože původní nebovidská fara byla zničena v průběhu husitských válek.
Během staletí byla dolní tvrz čtyřikrát přestavována. Původní gotická tvrz měla pouze jedno či dvě obytná křídla, pravděpodobně doplněná věží, a byla obehnaná příkopem a valy. Nynější čtvercová dispozice objektu je výsledkem renesanční přestavby. Ta zde proběhla v druhé polovině 16. století, kdy Nebovidy patřily Hanykéřům ze Semína, což byli původně kutnohorští měšťané, kteří zbohatli na obchodu se stříbrem. Po této přestavbě měla opevněná tvrz tři křídla a na severní straně její jádro uzavírala zeď s bránou. Po obvodu nádvoří byly v patrech dnes již zaniklé dřevěné pavlače, které spojovaly obytné prostory.
V 18. století byla tvrz přestavěna barokně a sloužila jako sýpka. V druhé polovině 20. století zde hospodařilo jednotné zemědělské družstvo, které provedlo některé nevhodné stavební úpravy.
Dolní tvrz je v majetku obce Nebovidy. Tvrz byla dlouhodobě v havarijním stavu, v roce 2001 na ni byl dokonce vydán demoliční výměr. O záchranu (např. v památkové dokumentaci z roku 2013 je zmiňována nutnost řešení havarijního stavu krovu a střechy obytné části východního křídla budovy) a společenské využití tohoto významného historického objektu usiluje spolu s obcí, která sama nedisponuje dostatečným množstvím finančních prostředků na opravu památky, spolek Nebovidská tvrz. Zmíněný spolek v areálu tvrze během roku organizuje různá kulturní představení, filmové projekce, komentované prohlídky a společenské akce.

## Popis
Tzv. dolní tvrz stojí na menší vyvýšenině v lokalitě zvané „Na Valech“ nad údolím Nebovidského potoka. Tvrz je zděný čtyřkřídlý patrový objekt s uzavřeným čtvercovým vnitřním dvorem. Zdivo je převážně kamenné, zvenčí omítnuté. V přízemí objektu se dochovaly původní gotické stavební prvky, včetně zazděných oken. Vnitřní dispozice místností odpovídá renesanční přestavbě. V místnostech v přízemí jsou lunetové klenby s hřebínky. Na vnějších zdech tvrze se dochovaly fragmenty sgrafitové bosáže a vrstvy omítek z období baroka.
Pokud jde o někdejší horní neboli „okrouhlou“ tvrz, ta se nalézala naproti nebovidskému kostelu svatého Petra a Pavla, který pocházel z 12. století a kolem roku 1350 byl goticky přestavěn. Za pozůstatky této tvrze jsou považovány zbytky sklepů dřívější fary z druhé poloviny 15. století, která koncem 19. století vyhořela a byla zbořena. Tyto sklepy se nacházejí ve dvoře nové fary, která byla postavená v roce 1900 a která je po zrušení farnosti Nebovidy v roce 2005 v soukromém vlastnictví. Zbytky horní tvrze nejsou památkově chráněné.

## Přístup
Památka je přístupná v rámci kulturních a společenských akcí, pořádaných spolkem Nebovidská tvrz. Přímo u tvrze, která sousedí s budovou obecního úřadu, je autobusová zastávka, obsluhovaná pravidelnými spoji z Kolína. Nejbližší vlakové zastávky jsou Hluboký Důl a Červené Pečky na trati Kolín–Rataje nad Sázavou–Ledečko.